# Operă spațială

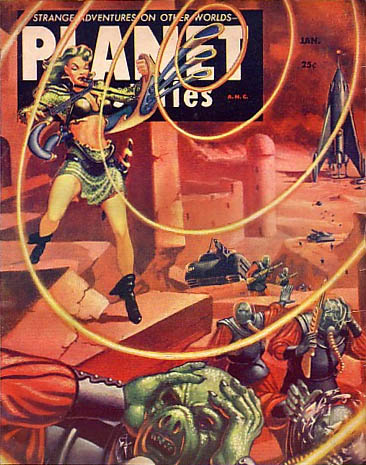
Coperta revistei Planet Stories cu elemente de Space opera

Opera spațială sau epopee spațială (termenul provine din englezescul space opera) a fost un subgen tipic de science fiction (beletristică științifico-fantastică) cu nuanțe romantice și melodramatice de aventură, apărută în SUA la sfârșitul anilor 1920, și apoi practicată în perioada 1930-1945 de foarte mulți scriitori americani, când în revistele pulp apar mai multe asemenea texte, cum ar fi Tryplanetary de E. E. Smith, The Legion of Space de Jack Williamson sau The Star Kings de Edmond Hamilton.
Principalul reprezentant al speciei poate fi considerat însă Edgar Rice Burroughs, autorul seriei Tarzan, dar și a unor cicluri S.F., inclusiv a seriei Venus, traduse în peste 60 de limbi. Opera spațială introduce trei noi personaje: eroul infailibil, prințesa cosmică și monstrul extraterestru. Caracteristice space opera sunt amestecul de civilizații, coexistența barbariei și a tehnologiei de ultimă oră, luptele cu gladiatori, toaletele sumare ale eroinelor și armurile medievale ale bărbaților, înarmați cu paloșe, săbii etc. O variantă modernă a operei spațiale poate fi considerat Seria Fundația scris de Isaac Asimov.